# 奥地利国家图书馆

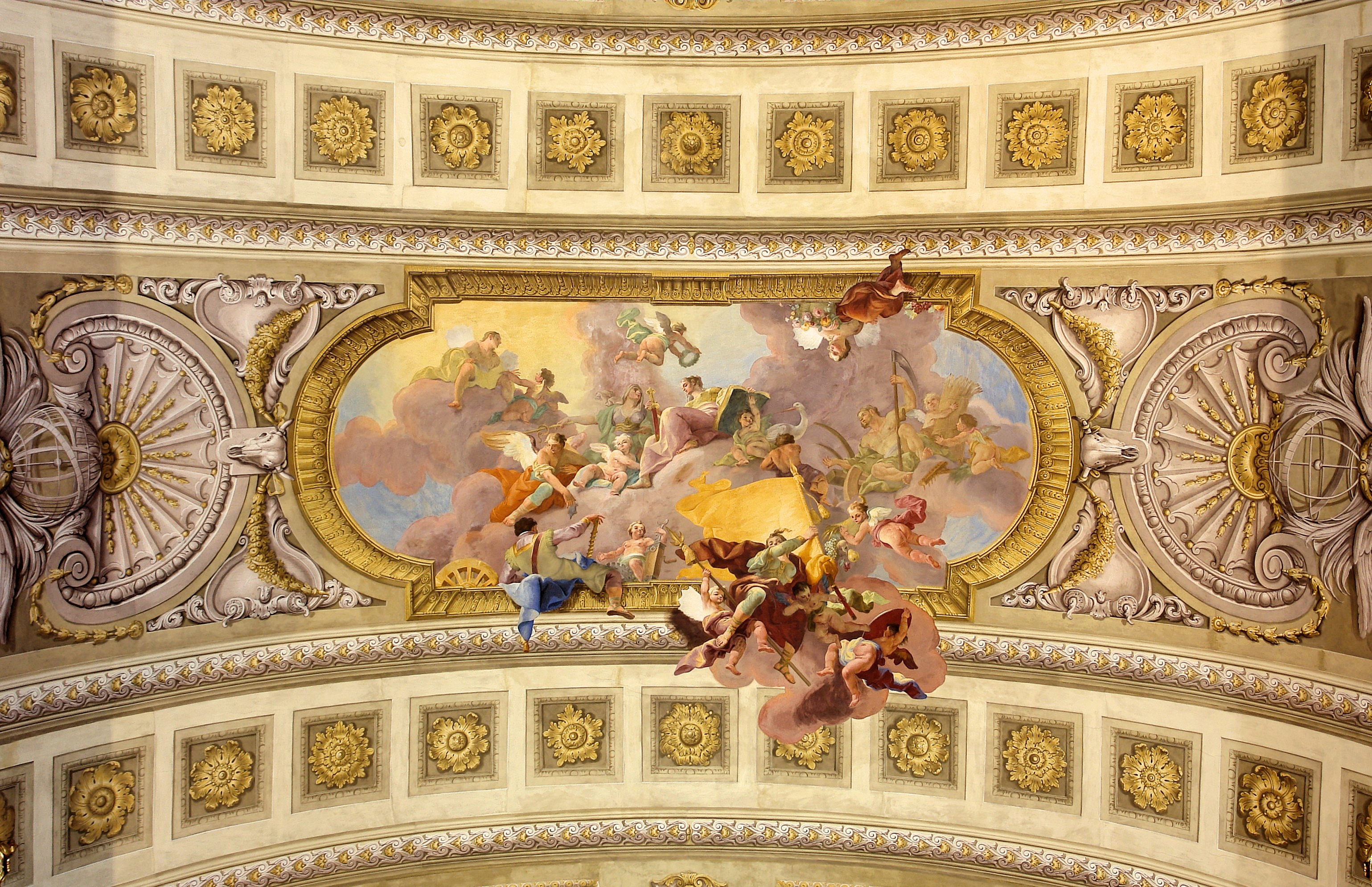
图为奥地利国家图书馆辉煌的大厅顶上的壁画，描绘的主题是“战争和法律的寓言”，由丹尼尔·格兰创作于1730年。

奥地利国家图书馆（德語：Österreichische Nationalbibliothek，缩写ÖNB），共有740万藏书，是奥地利最大的图书馆。它位于维也纳的霍夫堡皇宮，

## 历史
2005年期一些藏书被存放到莫拉尔-克拉里宫。图书馆由哈布斯堡王朝创立，最初位于如今的Prunksaal，命名为霍夫图书馆（Hofbibliothek），1920年改为現今的名称。
其收藏品包括莎草纸、手稿、古本和珍本、地图、地球仪、音乐、画像、图表、照片、签名和海报，以及世界语和其他语言的著作，这些收藏品是为了科学研究。